# Нижегородский государственный агротехнологический университет
Нижегородский государственный агротехнологический университет им. Л. Я. Флорентьева (НГАТУ) — крупнейшее высшее аграрное учебное заведение Приволжского федерального округа, расположенное в Нижнем Новгороде. 

## История
Учебное заведение было создано в 1930 году на базе выделенных из состава Нижегородского государственного университета факультетов агробиологического блока. Вначале Горьковский сельскохозяйственный институт базировался в здании бывшей духовной семинарии на площади Минина и Пожарского.
В 1941 году Горьковский сельскохозяйственный институт являлся вузом Наркомзема СССР и имел почтовый адрес: город Горький, Советская площадь, дом № 7.
После Великой Отечественной войны была выделена территория для постройки комплекса учебных корпусов, общежитий и жилья для сотрудников на Арзамасском тракте.
В апреле 2023 года учебное заведение получило название «Нижегородский государственный агротехнологический университет».

## Факультеты
- Агрономический
- Почвоведения, агрохимии и агроэкологии
- Ветеринарный
- Лесного хозяйства
- Зооинженерный
- Инженерный
- Факультет перерабатывающих технологий
- Экономический

## Репутация и рейтинги
В 2024 году университет занимал 53 место в Локальный рейтинг вузов Приволжского федерального округа по версии RAEX.

## Руководство
Самоделкин Александр Геннадьевич. Ректор с 2012 по 2019 г.
Жезлов Александр Станиславович. Исполняющий обязанности ректора с февраля по октябрь 2019 г.
Ясников Сергей Валентинович. Исполняющий обязанности ректора с 2019 по 2023 г.
Воротников Игорь Леонидович. Исполняющий обязанности ректора с 2023 по 2024 г., с с февраля 2024 по январь 2025 г. ректор. В январе 2025 года был арестован за злоупотребление должностными полномочиями.
Басонов Орест Антипович . Исполняющий обязанности ректора с 15 января 2025 г.